# 蔵馬
蔵馬（くらま）は、漫画およびそれを原作としたアニメと映画『幽☆遊☆白書』に登場する架空の人物。担当声優は緒方恵美。暗黒武術会での妖狐蔵馬の声優は中原茂。実写ドラマ版の演者は志尊淳。

## 来歴
何百年も生きた狐が進化した妖狐であり、魔界でも有名な宝具専門の盗賊。
15年前、霊界のハンターに瀕死の重傷を負わされ霊体の状態で人間界に逃亡。人間に擬態することも出来ないほどの重傷だったことから南野志保利が妊娠していた胎児に憑依融合し、南野秀一（みなみの しゅういち）に転生する。
10歳のころには妖力が戻るのでそれを機に家族の前から姿を消すつもりだったが9歳のころに志保利が自分を庇って腕に一生消えない傷を負うという事故が発生。彼女への罪悪感から家に残り続けた。さらにその数年後、志保利が病に倒れたことで彼女を母親として慕っていることを自覚するようになった。なおアニメ版では傷の一件はカットされている。
志保利を救うべく飛影たちと組んで暗黒鏡を盗み出し、その願いの代償として自分の命を捧げようとしたが浦飯幽助の介入により死を免れ、志保利も回復。飛影と交戦中の幽助を助けることで借りを返している。四聖獣事件からは社会復帰のための奉仕活動として本格的に幽助に協力するようになり、人間界を守る立場にもなる。
私立・盟王高校（アニメ版は盟王学園）に通っており、成績はトップを維持。クラブは「一番ヒマそうだったから」との理由で生物部に所属。登場当初は高校1年生、暗黒武術会後は高校2年生。最終回では大学には進学せず、社長である継父が経営する中小企業に就職したと明かされている。

## 人物
秀一としての容姿は中性的な顔つきとハネの強いロングヘアが特徴。髪の色と瞳は原作では黒で描かれることが多く、アニメ版では赤い髪と緑の瞳となっている。身長はアニメ設定では桑原静流と同じ。髪型に関しては中学3年生までは短髪だった。桑原和真の通っている高校の女生徒たちから女性と勘違いされたこともあり、本人は結構気にしていた。
冷静沈着で社会性にも優れる。お人好しな面もあるが、自分自身や仲間・家族に危害を加える者に対しては容赦せず、本気で怒ると妖狐時代からの冷徹さや残忍さを発揮。人をからかうのが好きな面もあり、特に飛影は分かりやすい反応を示すため彼と雪菜の関係を知った後はより頻繁に行っているが、からかいながらも飛影が雪菜に兄であることを明かすことを勧めることもあった（アニメ版より）。
幽助陣営の優秀なブレーンであり、直情的な幽助、桑原、飛影の間を取り持ち纏めている。特に飛影とは仲間であると同時に孤児である彼の保護者的な役割も担っている。魔界の扉編では自分一人だけ罠に掛からなかったり、スリーセブンで相手を負かしたりといった頭の良さを遺憾なく発揮している。
育成者としても優れており、桑原を暗黒武術会で通用するまでに鍛え上げたほか、同大会で知り合った妖怪たちを黄泉軍の戦力として十分なまでに育てた実績がある。桑原が高校に進学後、彼の学業面の面倒も見ている。
魔界統一トーナメント編で母親・志保利が再婚。新たに弟となった義父の連れ子の名前も秀一で、再婚相手の「畑中」姓ではなく南野の姓をその後も名乗り続ける。義弟の畑中秀一とはお互いを「秀一くん」「秀一兄さん」と呼び合っている。
中学生のころに喜多嶋麻弥から告白されるが、蔵馬は彼女を"霊感がある人間"と認識していた程度だったため、「やっぱり気付いてなかったんだね」と麻弥に見抜かれた。そして蔵馬は「本当の気持ちを伝えれば必ず危険に巻き込むことになる」という理由から麻弥からの告白を断る。その後、麻弥が八つ手に捉えられた（蔵馬曰く「最悪のケース」）ことにより、救出後これ以上彼女に迷惑をかけまいと夢幻花の花粉を用いて麻弥の"蔵馬への想い"を抹消させた。
人間としての社会道徳と妖怪としての本来の戦闘スタイルが入り交じっている。基本的には戦いを好まない反面、彼の対戦相手は悲惨な死に様である場合が多い。飛影曰く「最も敵にしたくない奴」「敵対する者に対しての残虐さはオレ以上」。また鴉には「冷静で好戦的」と称されている。仙水編から魔界の穴の影響と前世の実の副作用が原因で制限仕切れない敵意が限界点に達すると約50%の確率で妖狐に戻る（その際変化するのは外見だけであり、声は元のまま）。その度に南野秀一の生命力をかなり削る。彼自身はよほどのことがない限りは人間界で南野秀一として生活していくつもりである。
ミュージックバトル1の暗黒音楽会では、ギターを担当。また、音痴であったことが判明。
名前の由来は作者の冨樫は「思いつき」、後年「山から取った」という説を否定し、「感覚で選んだ音に漢字を当てた」と語っている。人間名は南野陽子（南野妖狐）から。
キャラクター人気投票では第1回では第3位。第2回、連載終了後の誌上企画では第2位にランク入りしている。

## 能力・技
妖力でありとあらゆる植物を操り、薔薇棘鞭刃を始めとした植物武器を作り出す。原作者によるとヒマワリを散弾銃、サボテンを爆弾に武器化できる他、その気になればスギ花粉を使って日本中の人間を抹殺することも可能であるが、人間界の植物は武器としては不向き。本来は魔界の植物を使役することが可能だが妖狐時代の妖力を失ったため、人間界に魔界植物を召喚するのは命と引き換えの手段だった。しかし前世の実の力で人間の身体に妖狐の力が戻ってきたことで命と引き換えにする必要はなくなった。
「敵の戦法を見定めてから戦う」ようにしているが、先手を取られやすくスピードが速い敵の前では植物を武器化する隙が見つかりにくいため、飛影は蔵馬の戦法を「悪いクセ」と評している。鴉戦で武器化不能なほどに妖力が低下した際にはスピード重視の肉弾戦を披露。
薔薇棘鞭刃（ローズ・ウィップ）
薔薇を変化させた鞭。無数の刺は鋭い切れ味を持つため、斬撃武器としても使用可能。画魔戦では髪の毛で操った。アニメ版第21話では朱雀の部屋に通じる階段が戦闘の影響で破壊された際に上のほうの階段に飛影が投げつけた剣へローズ・ウィップを結びつける事で桑原と飛影と共に移動した。さらに74話では神谷のテリトリーに占拠された病院に屋上から侵入するために屋上へ結び付けて飛び移った。
華厳裂斬肢（かごんれつざんし）
薔薇棘鞭刃（ローズ・ウィップ）で敵を切り刻む技。蔵馬の卓越したムチ捌きが可能にする技である。玄武戦でのみ見られた技だがドラマCDでは八つ手戦でも使われた。
風華円舞陣（ふうかえんぶじん）
空中に撒かれた刃のように研ぎ澄まされた花びらが術者を守り包み込んでその領域を侵す全てのものを切り刻む。力の弱い相手なら体を切断することも可能。薔薇棘鞭刃を併用する場合もある。首縊島行きの船上バトルロイヤルと鴉戦で使用するが後者には爆弾で破壊されている。
雑草剣
雑草を変化させた剣。外伝「TWO SHOTS」での飛影戦と八つ手戦で使用。正式名称は不明。また蔵馬と呂屠の試合直前に飛影が桑原に蔵馬の植物武器について説明した際、「道端の雑草も蔵馬にとっては、鉄よりも鋭いナイフ」と発言している。
樹霊妖斬拳（じゅりょうようざんけん）
妖狐時に仙水に対して放つが、当たる前に撃破されて不発に終わる。
樹霊妖斬剣（じゅりょうようざんけん）
アニメオリジナル技。茨の剣で相手に斬りかかる。上記の樹霊妖斬拳の代わりにアニメ・ゲームで使用された。ゲーム版だと樹霊妖斬拳（じゅれいようざんけん）になっている。
桜億年樹（さくらおくねんじゅ）
アニメオリジナル武器。母・志保利との思い出の桜を魔界の化石化した億年樹に融合させたもの。時雨との戦いで使用した。正式名称は不明。
霊竹剣（れいちくけん）
アニメオリジナル武器。竹を変化させた剣。傀麒相手に使用した。名称はカードダスから。
霊竹剣の林
霊竹剣を地面に向けて放ち、地面から突き出した竹林で貫く技。傀麒を倒した。

### 使用・召喚した植物
シマネキ草
魔界植物の種子。標的の体内に植え付け、根が全身に行きわたると身動きが取れなくなり、蔵馬が放つ「死ね」の言葉により犠牲者の全身を突き破って開花する。悪党の血の方が綺麗な花を咲かすらしい。
呂屠戦で初使用。その後の凍矢戦では画魔の化粧で妖力を封印されていることから自身の傷口にシマネキ草の種を植え付け、体内の妖力で育ててカウンターとして放った。劇中では最後の使用となった鴉戦では鴉に取り除かれてしまうが「鴉の心臓のあるところに傷をつけて血を流させたことで吸血植物に血を吸わせやすくする」という目的は果たした。枯らすこともできるが魔界の植物ゆえに枯らすのには時間がかかるとのこと。
食妖植物
その名の通り妖怪を捕食する魔界の植物で、蔵馬は腕に巻き付けて使用。鋭い牙の生えた口からは妖怪の骨すら瞬時に溶かす程の強酸性の唾液が分泌されている。
裏浦島戦において逆玉手箱の情報を吐かせるべく種から成長させて使用したが、裏浦島はすべてを白状する前に死々若丸に粛清されたため捕食はされなかった。
前世の実
逆玉手箱の原料である、新種の魔界の植物であるトキタダレ花の果肉。瓶に入れられ果肉からの液体を飲んで使用する。
美しい魔闘家鈴木から譲り受けて使用し、短い時間ながらも妖狐に戻り鴉との試合に臨んだ。
魔界のオジギソウ
魔界におけるオジギソウ。人間界のオジギソウ同様に振動や接触、火気に反応するが魔界のオジギソウは気が荒く好戦的で、一旦敵と認めると相手の命を奪うまで襲い掛かり続ける。
暗黒武術会での鴉との試合で妖狐に変身した直後に使用。鴉にダメージを与えるが倒すまでには至らなかった。
吸血植物
魔界の植物で妖怪の血液を好物とする。アニメ版では対象の血を吸いながら対象の身体も覆った後に花を咲かせた。
暗黒武術会での鴉との試合で最後の手段として召喚し、この技で鴉を仕留めた。当時の南野秀一の妖力では命と引き換えにすることで召喚できるはずだったが妖狐の力が南野秀一の肉体に戻りつつあったために一命をとりとめた。
熱帯植物
人間界の植物で海藤との禁句対決を展開した際に使用。
部屋の中の熱帯植物を操作し、柳沢の胸ポケットから鍵を盗み、海藤がトイレに行っている間、熱帯植物を急成長させて、部屋をジャングル化。見張りの柳沢を食虫熱帯植物の効果で眠らせ、自身はジャングルの中に身を隠し、海藤を笑わせたことで禁句を言わせた。
アカル草
光を発する魔界の植物。花の部分がぼんやりと光る。
洞窟などで目印になるため、魔界の扉編で入魔洞窟に進入した際に目印として点々と植えていった。
アニメでは天沼のテリトリー付近のものはテリトリーを破った時の爆発で散ってしまっており、その先は仙水の所業に本気でキレていたためか植えていかなかったようである。
邪念樹
魔界の植物であり、種子を植えつけられた者、または近寄った者に幻覚物質を用いて幻影を見せて誘き寄せ、その者を養分として死ぬまで寄生する植物。
仙水一味に属した際の戸愚呂兄に対して使用。この際には、邪念樹の発する幻覚物質を漏らさないよう菌糸類の粉末を使った煙幕を併用した。通常は捕獲対象の命（養分）が尽きれば離れるが、戸愚呂兄は何度でも再生し死ぬことがないため、永遠に養分を吸い続けられる事になる。原作では声を発し根を使って移動するなどしていたが、アニメ版ではそれらが無い代わりに幻影を見せられている戸愚呂兄が暴れ出した際に蔓を巻きつけて固定させるなど、いずれも知能を持っているような描写がある。
浮葉科の魔界植物
背中に羽のように取り付けることで飛行可能になる。
原作やアニメでは移動用だがゲーム『幽☆遊☆白書 特別篇』では飛び道具として使われた。
ヒトモドキ
生き物に寄生する魔界の植物。
同じ寄生植物の邪念樹とは異なりこちらは寄生した宿主の体と融合する。また、寄生された宿主は意識は残るものの身動きは一切出来ず、体を傷つけられてもすぐにヒトモドキが治癒してしまうので、宿主の脳を破壊するなどして完全に殺さない限りは半永久的に生き続ける。
飛影に依頼されて用意し、飛影は軀にかかった催眠を解くために彼女の元所有者・痴皇に寄生させ、「ハッピーバースデー」の言葉とともに軀に届ける。
オウム草
魔界の植物の一種で、頂上部がオウムの頭のような簡単な言葉をくり返し話す草。
武装教団正聖神党が立てこもった審判の門に侵入する時に気絶させた敵兵の代わりに通信機に返事をするように仕掛けた。
夢幻花
魔界の植物の一種で、花粉を吸うと一定の記憶が消える。
原作の外伝「TWO SHOTS」で麻弥に使用。また、劇中では描かれてはいないが御手洗に襲われた桑原の舎弟たちから事件の記憶を消す際にも使用された様子。

## 妖狐
読みは「ようこ」。蔵馬の本来の姿。南野秀一よりも背が高く、銀色の長髪、耳は狐で尻尾が生えている。A級妖怪。アニメでは秀一よりも肌の色が薄く、目は薄茶色。
性格は極悪非道で冷静沈着。魔界では名を挙げるために盗賊をしていた。約千年前に副総長だった黄泉を見限り、刺客を差し向けて黄泉を殺害しようとした。
コミック初登場の15年前、霊界特別防衛隊に瀕死の状態に追いつめられ、胎児の状態の南野秀一に憑依する（以降は#来歴を参照）。基本的に狙う獲物は封印された古代の宝具や武器。「隠そうとするものを見つける」のは現在でも特技の一つ。その所業は「伝説の極悪盗賊」と言われるほど。南野秀一のときと比べると遥かに戦闘力が高い。纏っている白魔装束は気を練り上げて作ったものとされている。人間と融合する以前はA級妖怪、最終的にS級妖怪に成長、鯱を倒した時の妖力は152,000。
しかし、アニメ版での時雨戦ではその時点で既に南野秀一として生きていくことを決めていた為、一度は変身するもすぐに元に戻り、南野秀一のまま戦って勝利した。また、その様子を見て取った時雨は「お主になら手術を施してやってもいいぞ」と蔵馬の生き方を気に入っていた。
映画第二弾『冥界死闘篇 炎の絆』では過去に仲間に黒鵺（くろぬえ）がいた。魔界の神殿からの逃亡の途中、蔵馬の目の前で命を落としたが彼に対しては友情を抱いていた模様。今なお助けられなかったことを悔やんでいる。

## 声優
本放送の開始当初、女性声優の緒方恵美を蔵馬の声に起用したことに対する視聴者からの拒否反応が凄まじく、投書が週刊少年ジャンプ編集部に大量に届くなどかなりもめていた。しかし当時の担当は「この配役は間違っていない」とアニメスタッフを励ました。また緒方は他の声優では有り得ないところまで蔵馬のキャラクター性をつかんでいたらしい。阿部紀之は「宝塚的な男の色気を感じさせるキャラクターにしたい。そういう意図で配役を女性にしてみたんです。これはスタッフ間で賛否両論ありましたがあえて冒険してみました」とも述べる。